# Meadowlakes
Meadowlakes è un centro abitato degli Stati Uniti d'America, situato nella contea di Burnet dello Stato del Texas.

## Geografia fisica
Meadowlakes è situata a 30°33′42″N 98°17′45″W, appena a sud di Marble Falls e 42 km a nord ovest di Austin.
Secondo lo United States Census Bureau, ha un'area totale di 0,8 miglia quadrate (2,1 km²), di cui 0,8 miglia quadrate (2,1 km²) è terreno e l'1.27% è acqua.

## Società

### Evoluzione demografica
Secondo il censimento del 2000, c'erano 1.293 persone, 573 nuclei familiari, e 472 famiglie residenti nella città. La densità di popolazione era di 1.673,2 persone per miglio quadrato (648,4/km²). C'erano 599 unità abitative a una densità media di 775,1 per miglio quadrato (300,4/km²). La composizione etnica della città era formata dal 97,83% di bianchi, lo 0,23% di afroamericani, lo 0,46% di nativi americani, lo 0,77% di asiatici, lo 0,08% di altre razze, e lo 0,62% di due o più etnie. Ispanici o latinos di qualunque razza erano l'1.08% della popolazione.
C'erano 573 nuclei familiari di cui il 19,5% avevano figli di età inferiore ai 18 anni, il 78,2% erano coppie sposate conviventi, il 3,7% aveva un capofamiglia femmina senza marito, e il 17,5% erano non-famiglie. Il 16,1% di tutti i nuclei familiari erano individuali e l'11,7% aveva componenti con un'età di 65 anni o più che vivevano da soli. Il numero di componenti medio di un nucleo familiare era di 2,26 e quello di una famiglia era di 2,49.
La popolazione era composta dal 15,6% di persone sotto i 18 anni, l'1.9% di persone dai 18 ai 24 anni, il 14,7% di persone dai 25 ai 44 anni, il 28,8% di persone dai 45 ai 64 anni, e il 39,0% di persone di 65 anni o più. L'età media era di 60 anni. Per ogni 100 femmine c'erano 93,3 maschi. Per ogni 100 femmine dai 18 anni in giù, c'erano 86,5 maschi.
Il reddito medio di un nucleo familiare era di 60.588 dollari, e quello di una famiglia era di 67.206 dollari. I maschi avevano un reddito medio pro capite di 51.912 dollari contro i 26.354 dollari delle femmine. Il reddito medio pro capite era di 32.779 dollari. Circa il 2,5% delle famiglie e il 2,5% della popolazione erano sotto la soglia di povertà, incluso l'1.0% di persone sotto i 18 anni e il 2,7% di persone di 65 anni o più.